# Givenchy
Givenchy es una marca francesa de ropa, complementos, perfumes y cosméticos —estos dos últimos bajo la marca Parfums Givenchy—. Fue fundada en 1952 por el diseñador francés Hubert de Givenchy, quien se retiró de la industria en 1995. John Galliano lo sucedió como diseñador, pero fue reemplazado después por el inglés Alexander McQueen. En el año 2001, el diseñador Julien McDonald fue nombrado director artístico de las líneas de ropa femenina, mientras que en 2003 Ozwald Boateng fue designado diseñador de la línea masculina. En 2008 fue designado Riccardo Tisci como director creativo de la firma hasta su partida en 2020. Las colecciones de ropa incluyen alta costura, así como prendas prêt-à-porter para hombre y mujer. En la actualidad es Matthew Williams quien lleva las riendas de la maison francesa al suceder a Riccardo Tisci, con un estilo más juvenil y deportivo, que se aleja de los iconos y archivos de la firma. En mayo de 2008 Ricardo Tisci fue nombrado director artístico de la línea masculina y accesorios de diseño de la división para hombre de Givenchy y más tarde, hasta 2017, se hizo cargo de la marca, momento en el cual fue reemplazado.
Sus diseños fueron muy utilizados por la actriz Audrey Hepburn, tanto en películas como Breakfast at Tiffany’s y Charada como fuera de la gran pantalla. 
Givenchy confirmó que la cantante, compositora, actriz, modelo y productora discográfica Ariana Grande es la nueva cara de su campaña de otoño e invierno 2019, que se dará a conocer en julio. «Una musa moderna y la voz de una generación, Ariana se ha convertido en una de las fuerzas más influyentes en la cultura popular de hoy».

## Bajo Hubert de Givenchy, 1952-1995

Vestido corto de Givenchy lucido por Audrey Hepburn en la película de 1961 Breakfast at Tiffany's.

Hubert de Givenchy era conocido por sus modernos y estilosos diseños, lo que le valió muchas clientas leales. La embajadora más famosa de la marca era Audrey Hepburn en películas como Sabrina, para la que Edith Head reclamó el premio de la Academia, Cómo robar un millón y… y Desayuno con diamantes. En 1957 Givenchy creó una fragancia floral, L’Interdit, para uso exclusivo de la señorita Hepburn. Otras de sus clientas famosas incluyeron a la emperatriz Farah Pahlavi y a Marella Agnelli, así como las familias Guinness, Grimaldi y Kennedy, famosos porque llevaban ropa de Givenchy durante el funeral de John F. Kennedy. Hubert de Givenchy se retiró en 1995.

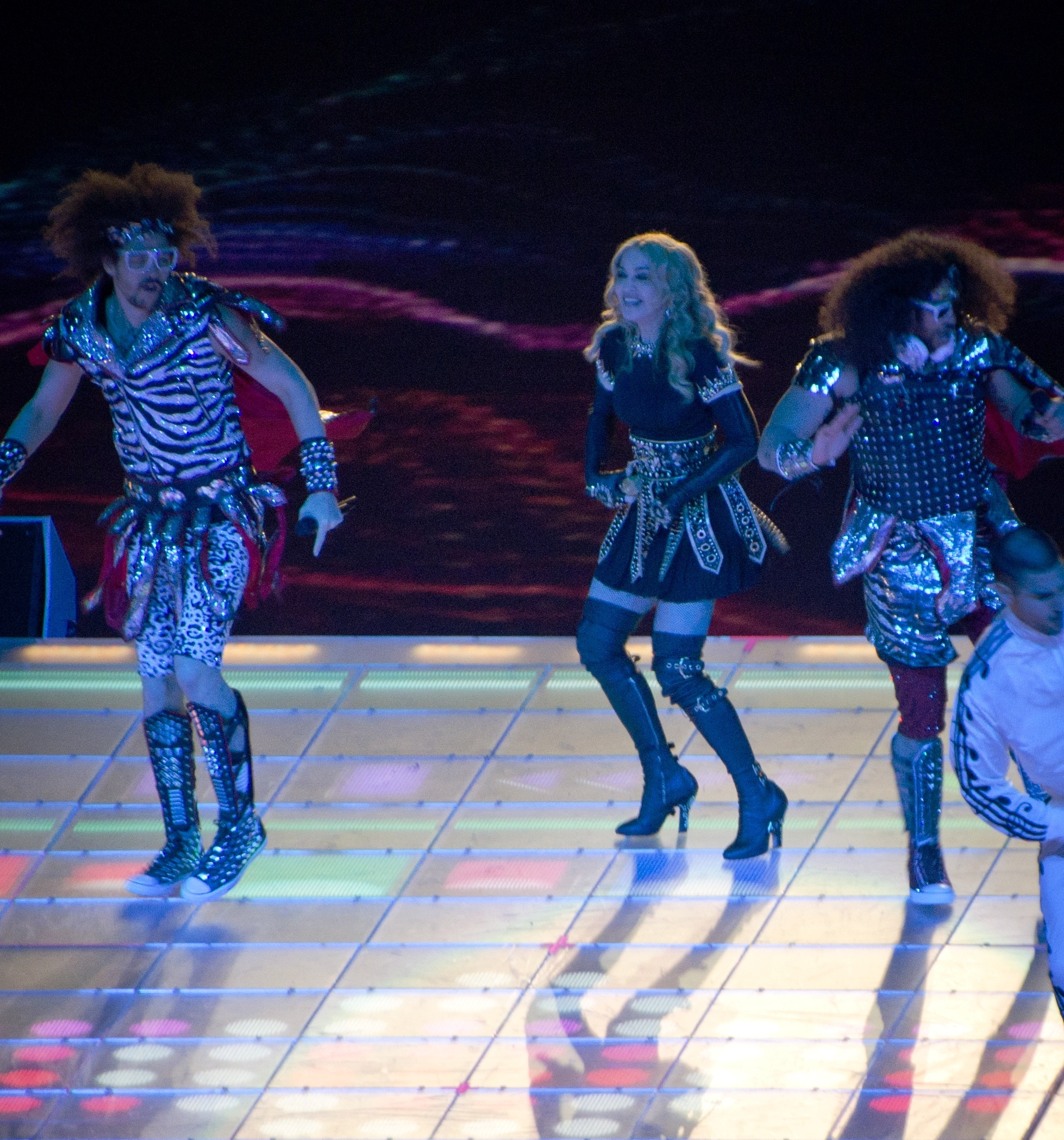
Madonna usando un diseño de Givenchy en el entretiempo de la Super Bowl 2012.

## Ropa de mujer, 1995–presente
En 2001, el diseñador Julien Macdonald fue nombrado director artístico de las líneas femeninas, tanto alta costura como el prêt-à-porter. Después tomó las riendas de ambas colecciones Riccardo Tisci en 2005, cuando fue nombrado jefe de diseño de la ropa de mujer. La aparente fascinación de Tisci con los toques góticos (la alta costura de otoño/invierno presentó estilos oscuros, con vestidos lánguidos sobre modelos de aspecto enfermizo) y el minimalismo de la era espacial (con el prêt-à-porter mostrando modelos vestidas de blanco a la deriva sin rumbo alrededor de una esfera estéril del mismo color) centraron la atención de la marca. Los comentarios fueron mixtos, pero muchos, incluso los críticos de moda influyentes (como Cathy Horyn del New York Times y Suzy Menkes del International Herald Tribune) se enfocaron en las tendencias conceptuales de Tisci, así como su futuro potencial para la revitalización de la marca Givenchy con su precisión e imaginación.
Los diseños de Givenchy han sido usados por numerosas celebridades sobre la alfombra roja, como Rooney Mara en los Premios Óscar de 2012. También trabajó con la cantante Madonna para diseñar su vestuario para su gira Sticky & Sweet Tour, también el diseño del espectáculo de medio tiempo de la Super Bowl de 2012, donde lució un traje con piezas de oro, así como también una capa del mismo material hecha a mano.

## Ropa de hombre
Fue lanzada para la primavera de 2005 con la medida de Savile Row y diseñador de moda Ozwald Boateng en el timón. Ozwald Boateng introdujo una silueta definida y el estilo de la marca francesa a través de su notable comprensión del corte y las telas. Para la primavera de 2009, la tarea recayó en el encargado de la ropa de mujer, el diseñador Riccardo Tisci, quien trajo los temas elegantes, pero más oscuros, que prevalecían en sus colecciones para mujer a la división masculina tradicionalmente más conservadora. Tisci tuvo éxito con un estilo urbano diseñado con el rapero y diseñador, Kanye West.

## Campañas publicitarias
La colección Otoño 2010 de Riccardo Tisci, contó con un modelo transexual por primera vez. Lea T. una brasileña nacida como Leo Cerezo, era asistente personal del diseñador desde hacía años. Acerca de la decisión, Tisci dijo: «Ella siempre ha sido muy femenina».

## Directores creativos
| Diseñador           | Años (Temporadas) | Líneas                       | Origen         |
| ------------------- | ----------------- | ---------------------------- | -------------- |
| Hubert de Givenchy  | 1952-1995         | Pret-a-Porter, Haute couture | Francia        |
| John Galliano       | 1995              | Pret-a-Porter, Haute couture | Reino Unido    |
| Alexander McQueen*  | 1995-2001         | Pret-a-Porter, Haute couture | Reino Unido    |
| Julien McDonald     | 2001              | Pret-a-Porter, Haute couture | Reino Unido    |
| Ozwald Boateng      | 2003              | Pret-a-Porter, Haute couture | Reino Unido    |
| Riccardo Tisci      | 2005-2017         | Pret-a-Porter, Haute couture | Italia         |
| Clare Waight Keller | 2017-2020         | Pret-a-Porter, Haute couture | Reino Unido    |
| Matthew Williams    | 2020-presente     | Pret-a-Porter, Haute couture | Estados Unidos |

Notas
- (*) Se retiró por conflictos creativos.